# Wahlbezirk Böhmen 90
Der Wahlbezirk Böhmen 90 war ein Wahlkreis für die Wahlen zum Abgeordnetenhaus im österreichischen Kronland Böhmen. Der Wahlbezirk wurde 1907 mit der Einführung der Reichsratswahlordnung geschaffen und bestand bis zum Zusammenbruch der Habsburgermonarchie.

## Geschichte
Nachdem der Reichsrat im Herbst 1906 das allgemeine, gleiche, geheime und direkte Männerwahlrecht beschlossen hatte, wurde mit 26. Jänner 1907 die große Wahlrechtsreform durch Sanktionierung von Kaiser Franz Joseph I. gültig. Mit der neuen Reichsratswahlordnung schuf man insgesamt 516 Wahlbezirke mit je einem zu wählenden Abgeordneten, die durch Direktwahl mit allfälliger Stichwahl bestimmt wurden. Der Wahlkreis Böhmen 90 umfasste die Städte Falkenau, Königsberg, Elbogen, Wildstein, Schönbach und Fleißen. Aus den beiden Reichsratswahlen 1907 und 1911 ging jeweils Albert von Mühlwerth von den Frei-Alldeutschen später Deutschradikale Partei als Sieger hervor, wobei er jeweils in der Stichwahl gegen einen Kandidaten der Sozialdemokraten gewann.

## Wahlergebnisse

### Reichsratswahl 1907
Die Reichsratswahl 1907 wurde am 14. Mai 1907 (erster Wahlgang) sowie am 23. Mai 1907 (Stichwahl) durchgeführt.

#### Erster Wahlgang
| Kandidat             | Partei                     | Wahlkreisstimmen | Prozent |
| -------------------- | -------------------------- | ---------------- | ------- |
| Karl Seitz           | Sozialdemokratische Partei | 1814             | 39,3 %  |
| Albert von Mühlwerth | Freialldeutsche Partei     | 1234             | 26,7 %  |
| Dr. Ursin            | Alldeutsche Vereinigung    | 709              | 15,3 %  |
| Karl Stroh           | Antisemit                  | 433              | 9,4 %   |
| Emil Frischauer      | Freisozialist              | 427              | 9,2 %   |
|                      | Sonstige Parteien          | 10               | 0,2 %   |
| Wahlberechtigte:     |                            |                  |         |

#### Stichwahl
| Kandidat                                                              | Partei                     | Wahlkreisstimmen | Prozent |
| --------------------------------------------------------------------- | -------------------------- | ---------------- | ------- |
| Albert von Mühlwerth                                                  | Freialldeutsche Partei     | 2561             | 57,2 %  |
| Karl Seitz                                                            | Sozialdemokratische Partei | 1913             | 42,8 %  |
| Wahlberechtigte: 5271, Ungültige Stimmen: 33, Wahlbeteiligung: 85,5 % |                            |                  |         |

### Reichsratswahl 1911
Die Reichsratswahl 1911 wurde am 13. Juni 1911 sowie am 20. Juni 1911 (Stichwahl) durchgeführt.

#### Erster Wahlgang
| Kandidat                                                              | Partei                     | Wahlkreisstimmen | Prozent |
| --------------------------------------------------------------------- | -------------------------- | ---------------- | ------- |
| Georg Emmerling                                                       | Sozialdemokratische Partei | 1914             | 41,2 %  |
| Albert von Mühlwerth                                                  | Deutschradikale Partei     | 1330             | 28,7 %  |
| Viktor Zeidler                                                        | Alldeutsche Partei         | 779              | 16,8 %  |
| Simon Starck                                                          | Freisozialist              | 412              | 8,9 %   |
| Franz Hemala                                                          | Christlichsoziale Partei   | 199              | 4,3 %   |
|                                                                       | Sonstige Parteien          | 7                | 0,2 %   |
| Wahlberechtigte: 5562, Ungültige Stimmen: 32, Wahlbeteiligung: 84,0 % |                            |                  |         |

#### Stichwahl
| Kandidat                                                              | Partei                     | Wahlkreisstimmen | Prozent |
| --------------------------------------------------------------------- | -------------------------- | ---------------- | ------- |
| Albert von Mühlwert                                                   | Deutschradikale Partei     | 2381             | 51,0 %  |
| Georg Emmerling                                                       | Sozialdemokratische Partei | 2286             | 49,0 %  |
| Wahlberechtigte: 5562, Ungültige Stimmen: 84, Wahlbeteiligung: 85,4 % |                            |                  |         |